# 소피아 마일스
소피아 마일스(Sophia Myles, 1980년 3월 18일 ~ )는 잉글랜드의 배우이다.

## 출연 작품
- 언더월드